# Московский международный кинофестиваль 2001
XXIII Московский международный кинофестиваль состоялся в 2001 году. Открылся 21 июня 2001 года.

## Жюри
Председатель жюри:
- Маргарете фон Тротта, режиссёр, актриса (Германия)

Состав жюри:
- Цзян Вэнь — актёр, режиссёр (Китай)
- Джеффри Гилмор[англ.] — директор фестиваля (США)
- Ингеборга Дапкунайте — актриса (Литва)
- Фредерик Зиклер — продюсер (Франция)
- Игорь Масленников — режиссёр (Россия)
- Богдан Ступка — актёр (Украина)
- Мориц де Хадельн[англ.] — директор фестиваля (Германия)

## Фильмы-участники
- «Бит» — Beat (США, режиссёр Гэри Уолкоу)
- «Давай сделаем это по-быстрому» — The Quickie (Германия, режиссёр Сергей Бодров)
- «Детектор» — Detektor (Норвегия, режиссёр Пэл Якмен)
- «Дикие мидии» — Wilde Mossels (Нидерланды, режиссёр Эрак де Брюн)
- «Жертвы и убийцы» — Obeti a vrazi (Чехия — Франция — Швейцария, режиссёр Андреа Седлачкова)
- «Мадемуазель» — Mademoiselle (Франция, режиссёр Филипп Льоре)
- «Наследство» — Herencia (Аргентина, режиссёр Паула Эрнандес)
- «Нечестное состязание» — Соncorrenza sleale (Италия — Франция, режиссёр Этторе Скола)
- «Пионовая беседка» — Youyuan jingmen (Китай, Гонконг, режиссёр Юньфань[англ.])
- «Под кожей города» — Zir-e poost-e shahr (Иран, режиссёр Рахшан Бани-Этемад)
- «Подальше от окна» — DаӀеко od okna (Польша, режиссёр Ян Якуб Кольский)
- «Прелесть моя» — Mi dulce (Испания — Италия, режиссёр Хесус Мора)
- «Реальный вымысел» — Shilje sanghwang (Южная Корея, режиссёр Ким Ки Дук)
- «Слепые» — Vakvaganyok (Венгрия, режиссёр Петр Тимар)
- «Стеклянные крылья» — Vingar av glas (Швеция, режиссёр Реза Багхер)
- «Фанатик» — The Believer (США, режиссёр Генри Бин)
- «Чай из хризантем» — Lovestory by Tea (Китай, режиссёр Цзинь Чэнь)

## Награды
«Золотой Георгий»
- «Фанатик» / The Believer (США, режиссёр Генри Бин)

«Специальный серебряный Георгий»
- «Под кожей города» / Zir-e poost-e shahr (Иран, режиссёр Рахшан Бани-Этемад)
- Эдуард Артемьев, композитор

«Серебряный Георгий»
- Режиссёр Этторе Скола («Нечестное состязание» / Concorrenza sleale, Италия-Франция)
- Актриса Риэ Миядзава («Пионовая беседка» / Youyuan jingmen, Китай, Гонконг)
- Актёр Владимир Машков («Давай сделаем это по-быстрому» / Quickie, Германия)

Премия ФИПРЕССИ
- «Слепые» / Vakvaganyok (Венгрия, режиссёр Петр Тимар)

Премия «Верю. Константин Станиславский»
- Актёр Джек Николсон